# هلا هلا (ألبوم)
هلا هلا هو الالبوم الثالث للفنان المصري عمرو دياب، تم إصداره عام 1986.

## قائمة الأغاني
| الرقم | اسم الاغنية        | المدة | الشاعر             | الملحن           | الموزع          |
| ----- | ------------------ | ----- | ------------------ | ---------------- | --------------- |
| 1     | راحل               | 04:28 | مجدي النجار        | عبد العزيز ناصر  | محمد هلال       |
| 2     | ماله               | 05:08 | عبد الرحيم شاهين   | عبد الرحيم شاهين | محمد هلال       |
| 3     | يصعب علينا         | 04:48 | مجدي النجار        | محمد درويش       | محمد هلال       |
| 4     | عودي يا ليالي      | 05:24 | عبد الرحمن أبو سنه | موسيقى حرة       | إبراهيم الراديو |
| 5     | قلوع               | 03:22 | عبد الرحيم منصور   | محمد الشيخ       | محمد هلال       |
| 6     | هلا هلا            | 04:40 | مجدي النجار        | عمرو دياب        | محمد هلال       |
| 7     | مدي إيدك           | 06:21 | عبد الرحمن أبو سنه | موسيقى حرة       | إبراهيم الراديو |
| 8     | مية مية            | 04:40 | مجدي النجار        | عمرو دياب        | محمد هلال       |
| 9     | المكتوب على الجبين | 02:58 | فتحي سلامة         | محمد قابيل       | إبراهيم الراديو |

## الكليبات التي تم تصويرها من الألبوم
1 - ( ماله )
2 - ( راحل )
3 - ( هلا هلا )